# Eau précipitable

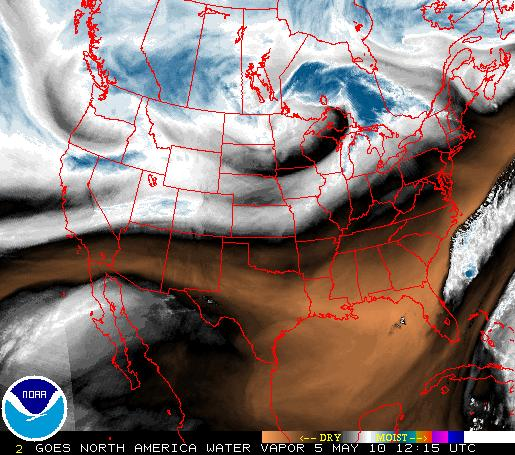
Image du satellite météorologique montrant le contenu en vapeur d'eau
(jaune = sec, blanc-bleu = humide)

L'eau précipitable est la quantité d'eau qui pourrait être obtenue si toute la vapeur d'eau contenue dans une colonne d'air était condensée et précipitée. Elle est donnée sous la forme d’une épaisseur ou masse surfacique d’eau liquide (1 mm d'eau précipitable = 1 kg d’eau/m2).

## Équation
L'eau précipitable est l'intégration dans la colonne de l'humidité spécifique (q) selon l'altitude (z) multipliés par la densité de l'air avec la hauteur (ρ(z)) :
{\displaystyle P_{w}=\int _{Surface}^{\infty }q\left(z\right)\rho \left(z\right)\mathrm {d} z}.
En utilisant la loi des gaz parfaits et l'équilibre hydrostatique, l'équation peut s'exprimer en une intégration de l'humidité selon la pression dans la colonne : 
{\displaystyle P_{w}={1 \over g}\int _{p=surface}^{p=0}q\left(p\right)\mathrm {d} p} où g est l'accélération terrestre.
Ou encore, il est exprimé en termes de rapport de mélange (r) selon la pression (p) avec la densité de l'eau (ρeau) et g par :
{\displaystyle P_{w}={1 \over {\rho _{eau}g}}\int _{p=surface}^{p=0}r\left(p\right)\mathrm {d} p}

## Mesure
Il existe différentes techniques de mesure. La plus classique est de faire l'intégration de données de radiosondage (humidité relative, pression atmosphérique et température) sur l'ensemble de l'atmosphère avec les équations ci-dessus. Cependant, celle-ci n'est valide que pour les points de radiosondage effectués quotidiennement par les services météorologiques. Ceux-ci sont éloignés les uns des autres de plusieurs centaines, ou milliers, de kilomètres et peu de points se trouvent sur les océans ce qui donne une idée très grossière de la valeur de l'eau précipitable et de ses variations dans l'espace. Les données peuvent être aussi estimées rapidement sur un diagramme thermodynamique avec l'indice de George (indice K).
Depuis l'avènement des satellites il est maintenant possible de la calculer d'autres façons : 
- un type de mesure est basée sur la mesure de l'irradiance solaire sur deux longueurs d'onde, l'une dans une bande d'absorption de l'eau et l'autre non. La colonne d'eau précipitable est déterminée en soustrayant les irradiances dans ces bandes et la loi de Beer-Lambert ;
- plus récemment, les méthodes utilisant des applications du GPS en météorologie ont été développées[4],[5] ;
- certains travaux ont été réalisés pour créer des relations empiriques entre l'humidité spécifique de surface et de l'eau précipitable basée sur des mesures localisées (généralement un polynôme 2e à 5e niveau). Cependant, cette méthode n'est pas souvent retenue en partie parce que l'humidité est une mesure locale et l'eau précipitable une mesure totale de la colonne[6],[7],[8].

Des valeurs caractéristiques d'eau précipitable sont :
- moins de 5 mm = extrêmement sec (air zone désertique) ;
- 5 à 15 mm = très sec (zone polaire) ;
- 16 à 45 mm = moyen (air des latitudes moyennes) ;
- 45 à 60 mm = forte humidité (air subtropical) ;
- 60 mm ou plus = très forte humidité (air tropical).

## Utilisation
L'eau précipitable est une donnée importante en météorologie. Elle varie dans le temps et l'espace avec les mouvements de l'atmosphère. Cette vapeur d'eau se transforme en nuages et précipitations et il est donc très important d'en avoir une cartographie la plus précise possible pour prévoir le temps à grande échelle. Les valeurs d'eau précipitable prévues peuvent ainsi montrer les risques d'inondations si la prévision montre des quantités de 2 à 3 ou plus fois plus importantes que la valeur climatologique pour la saison, surtout dans des climats plus secs où la végétation et les terrains ne sont pas adaptés à absorber de grandes quantités de précipitations. En hiver, la troposphère est plus proche de la saturation, même avec une valeur d'eau précipitable faible, et par soulèvement de la masse d'air par un front des précipitations importantes peuvent se produire (ex. : tempête de neige).
À plus petite échelle, les orages sont le lieu d'un mouvement vertical très important et l'eau précipitable est un des paramètres utilisés dans la prévision des orages violents pour estimer les quantités de pluie ou de grêle qu'ils peuvent produire. Ces précipitations étant souvent plus importantes que l’eau précipitable disponible dans la colonne d'air où se trouve le nuage cela montre que ce dernier puise son eau dans les régions environnantes, principalement dans la couche limite atmosphérique. De plus, lorsque les valeurs sont importantes, ainsi que l'énergie potentielle de convection disponible (EPCD), les orages donneront beaucoup de foudre, et des rafales descendantes violentes.